# ساقه‌لیز لبریز
ساقه‌لیز لبریز (نام علمی: Limacella illinita) نام یک گونه از تیره کشنده‌قارچان است.